# Demeillionia miriamae
Demeillionia miriamae är en loppart som beskrevs av Hopkins et De Meillon 1964. Demeillionia miriamae ingår i släktet Demeillionia och familjen Chimaeropsyllidae. Inga underarter finns listade i Catalogue of Life.